# Подільськ (станція)
Подільськ (до 18 травня 2017 року — Котовськ) — сортувальна залізнична станція Одеської дирекції Одеської залізниці на електрифіковаій лінії Побережжя — Мигаєве, що є частиною швидкісної магістралі Київ — Жмеринка — Одеса між станціями Побережжя (7 км) та Чубівка (12 км). Розташована в середмісті міста Подільськ Одеської області.

## Історія
17 травня 1863 року розпочалося будівництво залізниці Балта — Одеса в районі Бірзули. 18 грудня 1865 року введена в експлуатацію залізнична лінія Балта — Одеса через станцію Бірзула.
У серпні 1868 року на новоспоруджену станцію Бірзула прибули 2 паровоза. У жовтні 1868 року розпочалася їхня експлуатація, що сприяло відкриттю першого в Україні паровозного депо. 1882 року відкрито двокласне залізничне училище, де навчалося 180 учнів. 1884 року затверджена штатна посада залізничного лікаря. На початку травня 1892 року розпочалося будівництво церкви при станції Бірзула Південно-Західних залізниць на честь Успіння Пресвятої Богородиці та на честь неймовірного порятунку 17 жовтня 1888 року російського імператора Миколи II та його родини. Закінчення будівництва церкви на честь Успіння Пресвятої Богородиці на станції Бірзула відбулося у липні 1893 року. 18 грудня 1904 рік станцію Бірзула відвідав імператор Микола II.

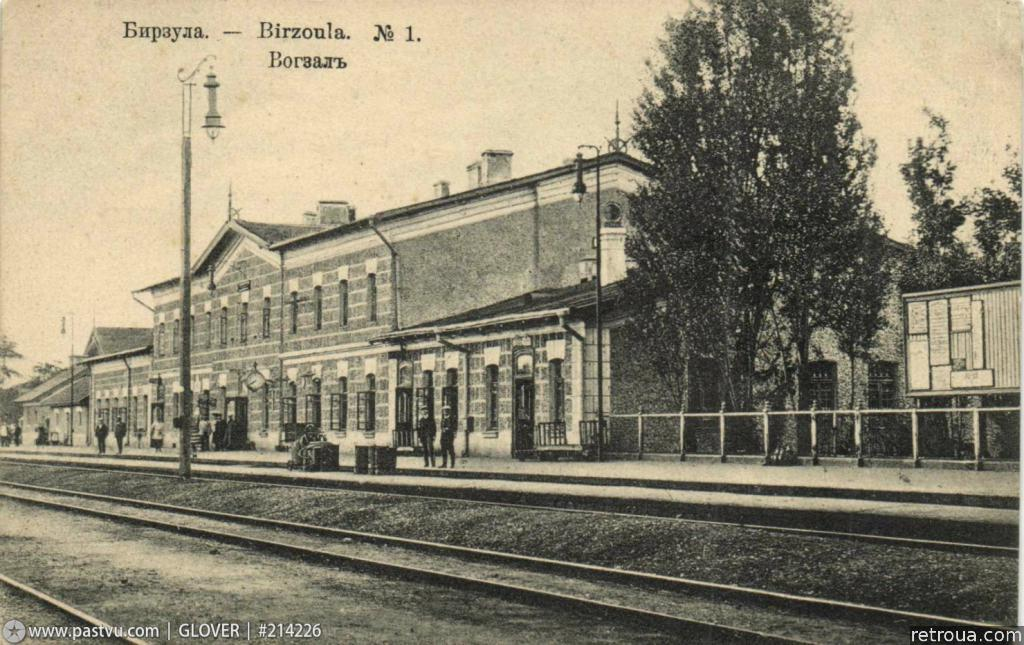
Вокзал станції Бірзула на старій листівці

У січні 1905 року відбувся мітинг робітників паровозного депо та залізничних майстерень з протестом проти розправи з демонстрантами в Петербурзі. 16 квітня 1905 року на станції виявлені революційні прокламації.
17 січня 1918 року в Бірзулі проголошено радянську владу робітників і селян, місто увійшло до складу утвореної Одеської радянської республіки.
21 грудня 1917 року на нараді президії Румчород, якій належала реальна влада в місті в ті буремні часи, Одеса була оголошена вільним містом. 18 січня 1918 року проголошена Одеська радянська республіка на території Херсонської та Бессарабської губерній, але реальна влада цієї республіки поширювалася на Одеський, Ананьївський і Тираспольський повіти Херсонської губернії та Аккерманський повіт Бессарабії.
5-7 березня 1918 року Бірзула була захоплена румунськими та австро-німецькими військами. Загарбники в боях з частинами 3-ї революційної армії втратили понад 500 солдатів і офіцерів вбитими. Обороною Бірзули командував легендарний матрос Железняк, «ліквідатор» Засновницьких зборів. Нечисленні та доволі слабоорганізовані частини Одеської армії не мали змоги протидіяти регулярній армії противника і почали відступати. Австрійські війська, захопивши Бірзулу, вдарили по станції Роздільна, що розташована неподалік від Одеси. Стало відомо, що місто більшовикам не втримати. Одеська рада запропонувала здати місто без бою (296 голосів за евакуацію, 77 — проти), посилаючись на пасивність мас. Румчород також визнав оборону Одеси марною. Михайло Муравйов був змушений віддати наказ про відступ. 12 березня 1918 року Міська дума взяла на себе владу в Одесі і домовилася з австрійським командуванням про безперешкодну евакуацію Червоної армії. На наступний день частини австрійських військ під керівництвом генерала Коша без бою зайняли покинуте більшовиками місто. Радянська влада евакуювалася до Севастополя на кораблях «Синоп», «Ростислав», «Алмаз» разом з архівами, цінностями та військовим майном. 13 березня 1918 року Одеська радянська республіка припинила своє існування у зв'язку з окупацією Одеси австро-німецькими військами.
20 червня 1918 року, для уникнення перевезень окупантів, в депо скинутий в яму поворотного кола паровоз «Щ», заблокувавши у депо десятки інших паровозів.
24 листопада 1918 року відбулося звільнення Бірзули від австро-німецьких військ, вже 5 грудня 1918 року Бірзула захоплена петлюрівцями.
6 лютого 1919 року на станції Бірзула проходили перемовини Ради Народних Міністрів УНР, в особі міністра агітації та пропаганди Остапенко С. С. з начальником штабу французької групи військ на Україні полковником Фрейденбергом. Українці від представників Антанти вимагали визнання їх самостійності і допущення їх на міжнародну конференцію в Парижі, сприяння в проведенні в Україні соціальних реформ. Перемовини виявилися безрезультатними.
8 квітня 1919 року Бірзула була звільнена частинами 2-ї Української радянської дивізії. 2 вересня 1919 року відбулося захоплення Бірзули частинами генерала Антона Денікіна, проте вже у січні 1920 року Бірзула була знову звільнена.
1 квітня 1920 року до Бірзули прибув перший пасажирський поїзд, який прямував з Одеси до Києва.
5 серпня 1941 року Котовськ окупований військами нацистської Німеччини та її союзниками. Звільнений 31 березня 1944 року військами 2-го Українського фронту в ході Умансько-Ботошанської операції.
1979 року реконструйована привокзальна площа, через рік відкритий оновлений пам'ятник Григорію Котовському.
У 1989 році станція електрифікована змінним струмом (~25 кВ) в складі дільниці Вапнярка — Котовськ. 1992 року продовжена електрифікація дільниці Котовськ — Роздільна.
2 листопада 2011 року відкритий перший в Україні пам'ятник залізничникові, скульптор пам'ятника — Олексій Копйов. Пам'ятник символізує вдячність та шану мешканців міста до професії залізничника, адже саме Подільський залізничний вузол є одним із найпотужніших на Одеській залізниці. У структурних підрозділах Одеської залізниці працює кожен четвертий мешканець Подільська.

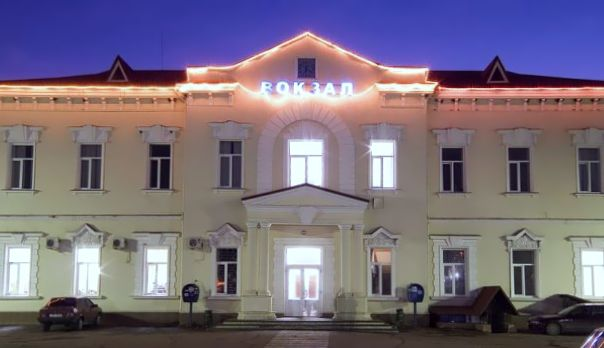
Краєвид вокзалу станції Подільськ з Привокзальної площі

Проти ночі з 9 на 10 червня 2017 року пам'ятник Григорію Котовському, що був встановлений біля залізничного вокзалу, демонтований в рамках виконання закону про декомунізацію.

## Пасажирське сполучення
На станції зупиняються поїзди далекого та приміського сполучення, а також швидкісні поїзди категорії «Інтерсіті+» сполученням Дарниця — Київ — Одеса.

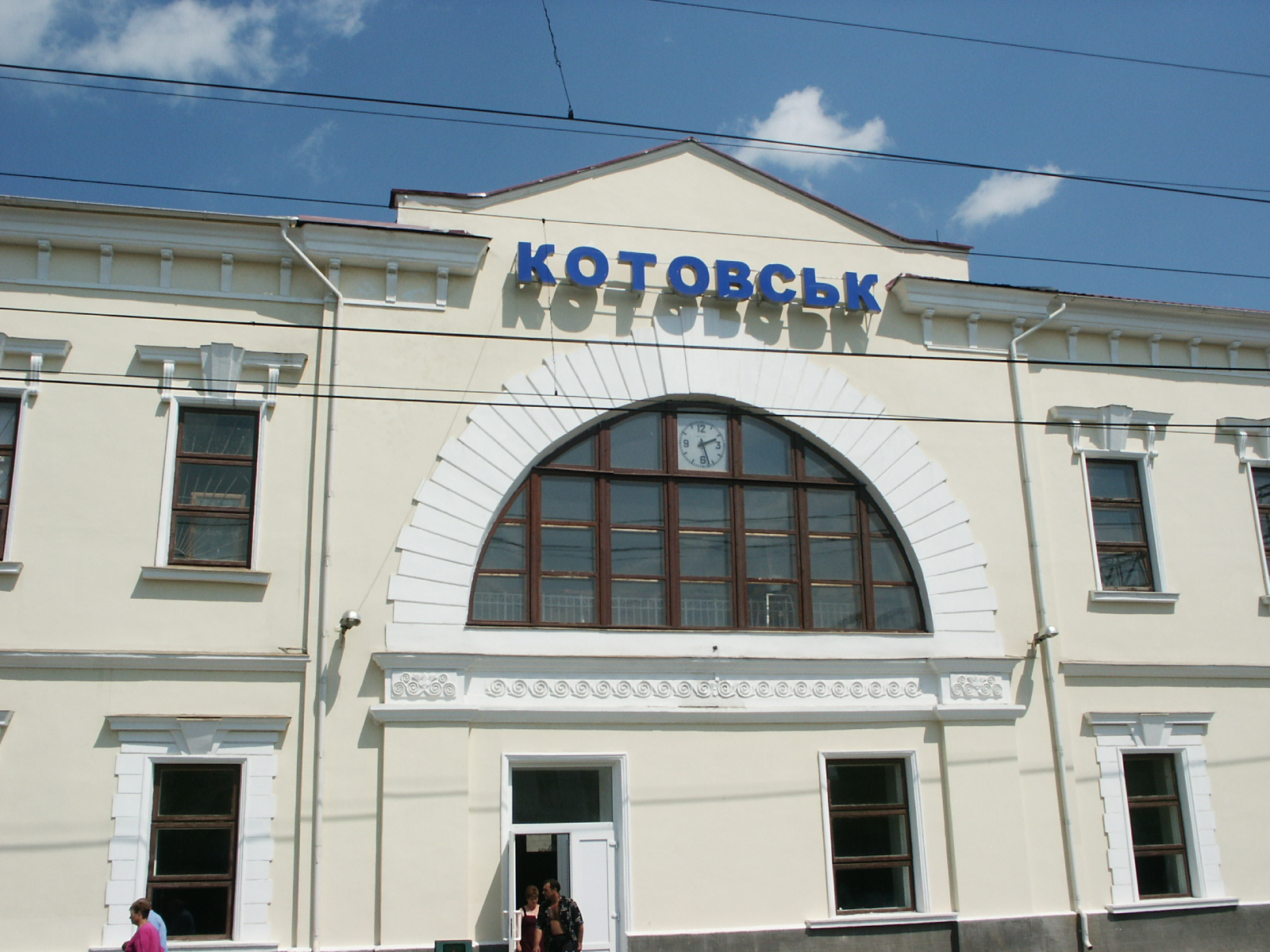
Колишня назва станції
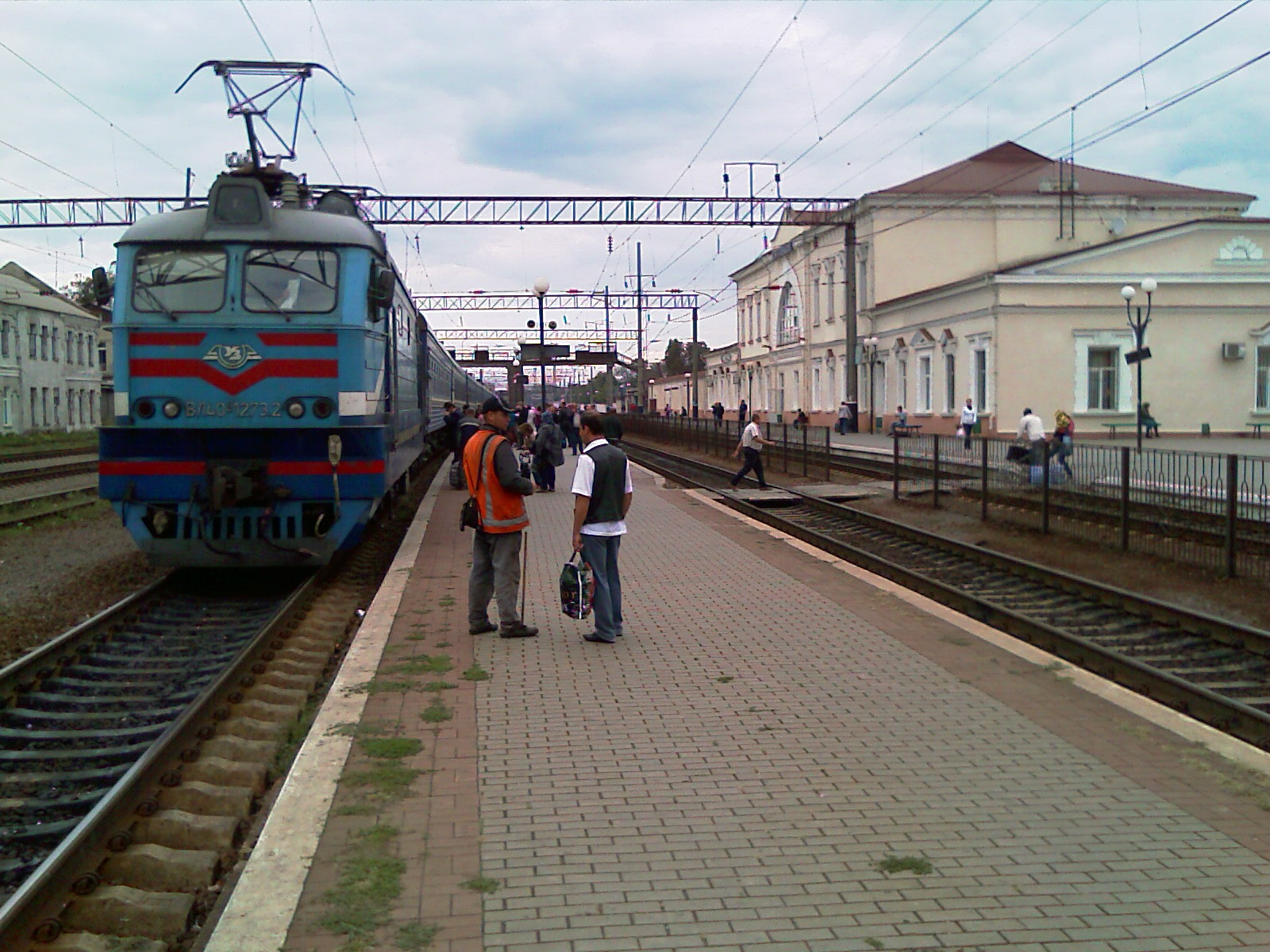
Платформи станції
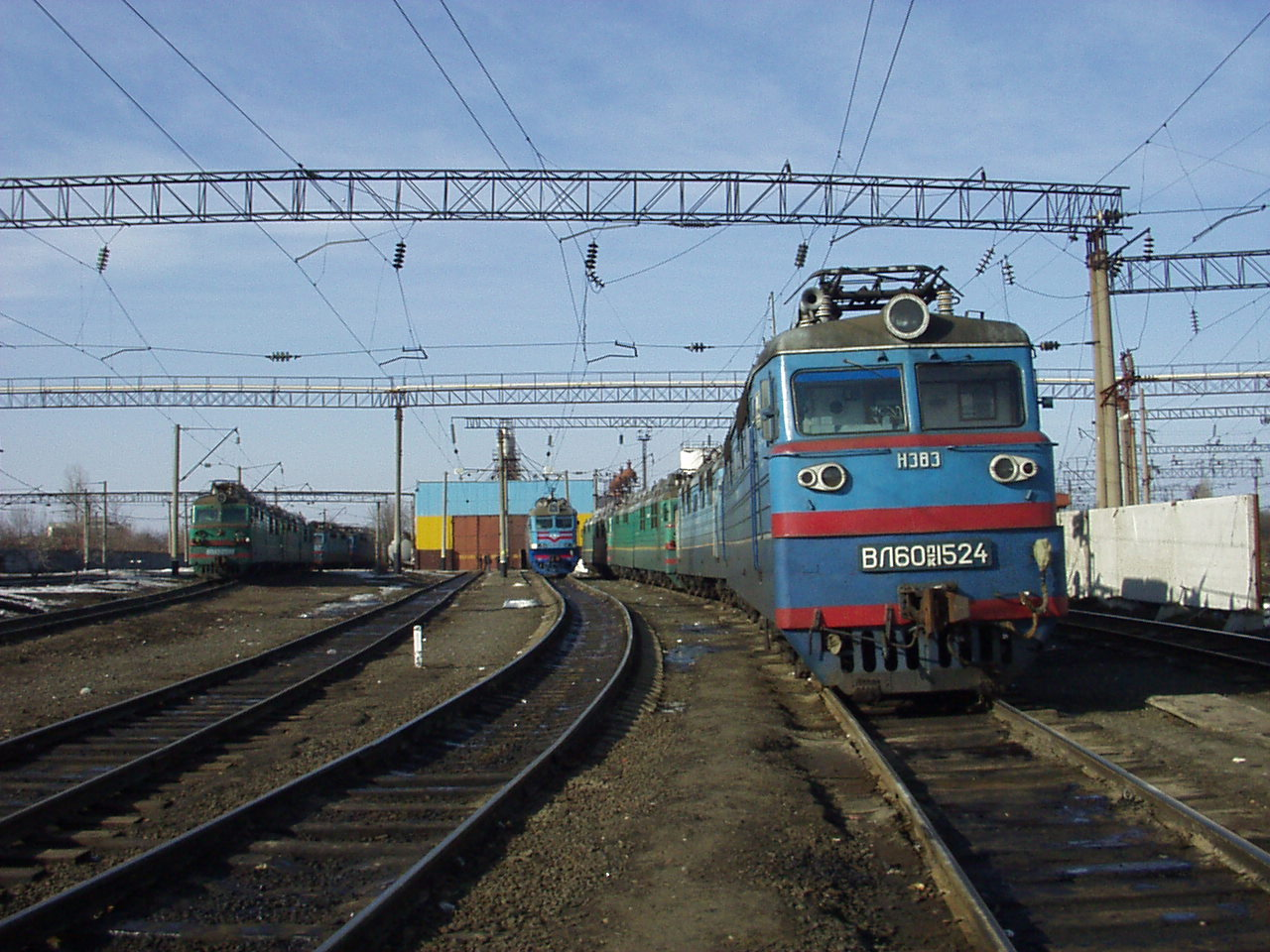
Локомотивне депо «Подільськ»

Приміське сполучення здійснюється електропоїздами за напрямками:
- Одеса-Головна — Вапнярка (4 пари)
- Одеса-Головна — Балта (1 пара)
- Подільськ — Слобідка (1 пара, не рахуючи транзитних)
- Подільськ — Помічна через Балту, Врадіївку, Голту (2 пари).

На станції зупиняються пасажирські поїзди далекого сполучення, які прямують до станцій:
- Одеса-Головна, Миколаїв, Херсон, Білгород-Дністровський;
- Ізмаїл (з 23 вересня 2016 року через Одесу, Бугаз, Білгород-Дністровський);
- Хмельницький, Тернопіль, Львів, Івано-Франківськ, Рахів, Чернівці, Ужгород через Жмеринку;
- Шепетівка, Здолбунів, Рівне, Луцьк, Ковель
- Вінниця, Київ-Пасажирський, Чернігів, Конотоп через Жмеринку;
- Перемишль-Головний (через Львів, Мостиська II);
- Житомир, Чернігів (влітку).

Міжнародне сполучення припинено через карантинні обмеження, спричинені розповсюдженням коронавірусної хвороби (COVID-19) та російського вторгнення в Україну до станцій:
- Москва, Мінськ-Пасажирський;
- Вагони безпересадкового сполучення до станцій Вітебськ, Гродно (Білорусь).

## Продаж автобусних квитків
З 17 лютого 2018 року на вокзалі станції Подільськ працюють залізничні каси, де є можливість придбати квитки на автобусні рейси внутрішнього та міжнародного сполучення.

## Галерея

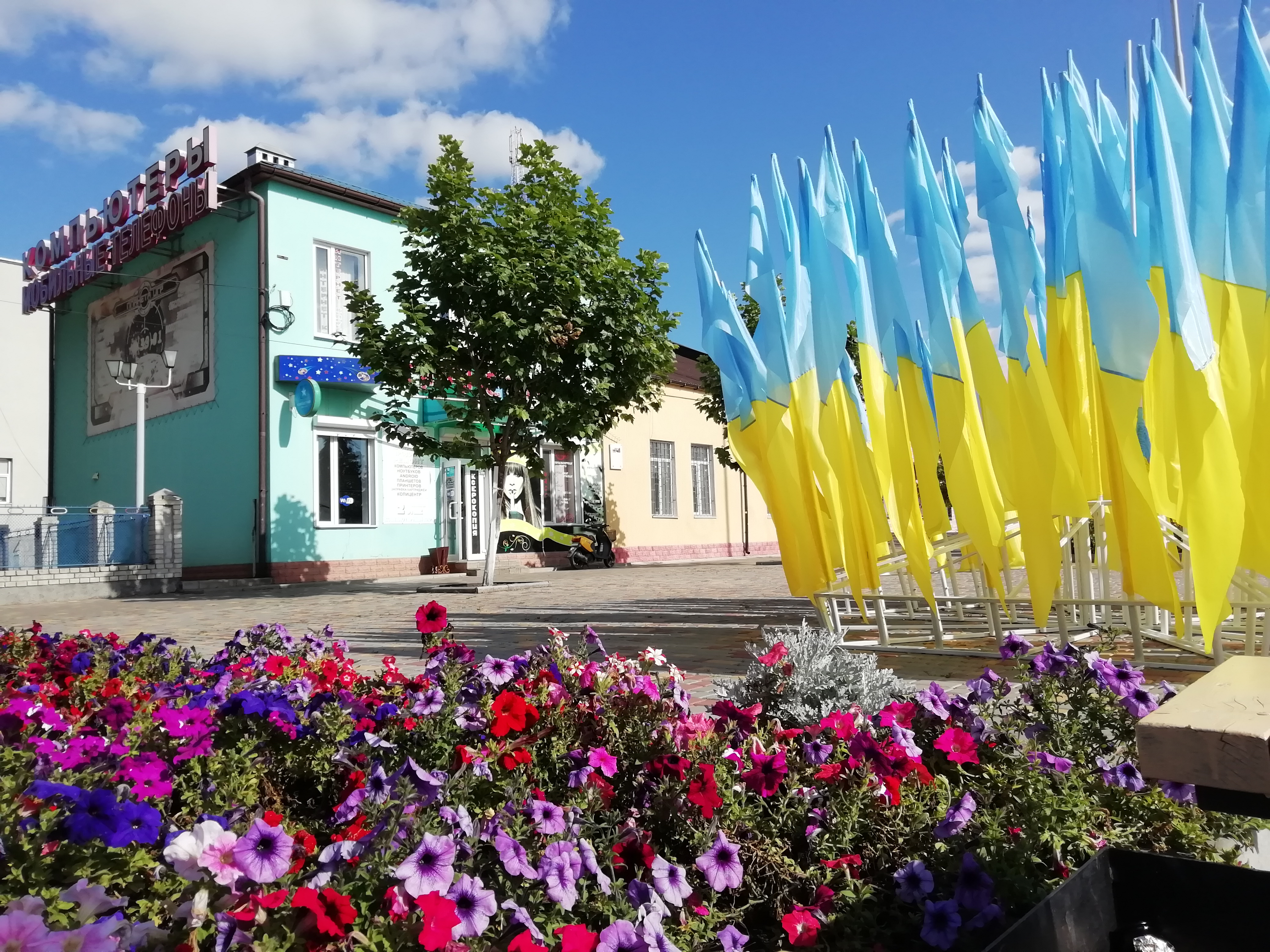
Привокзальна площа
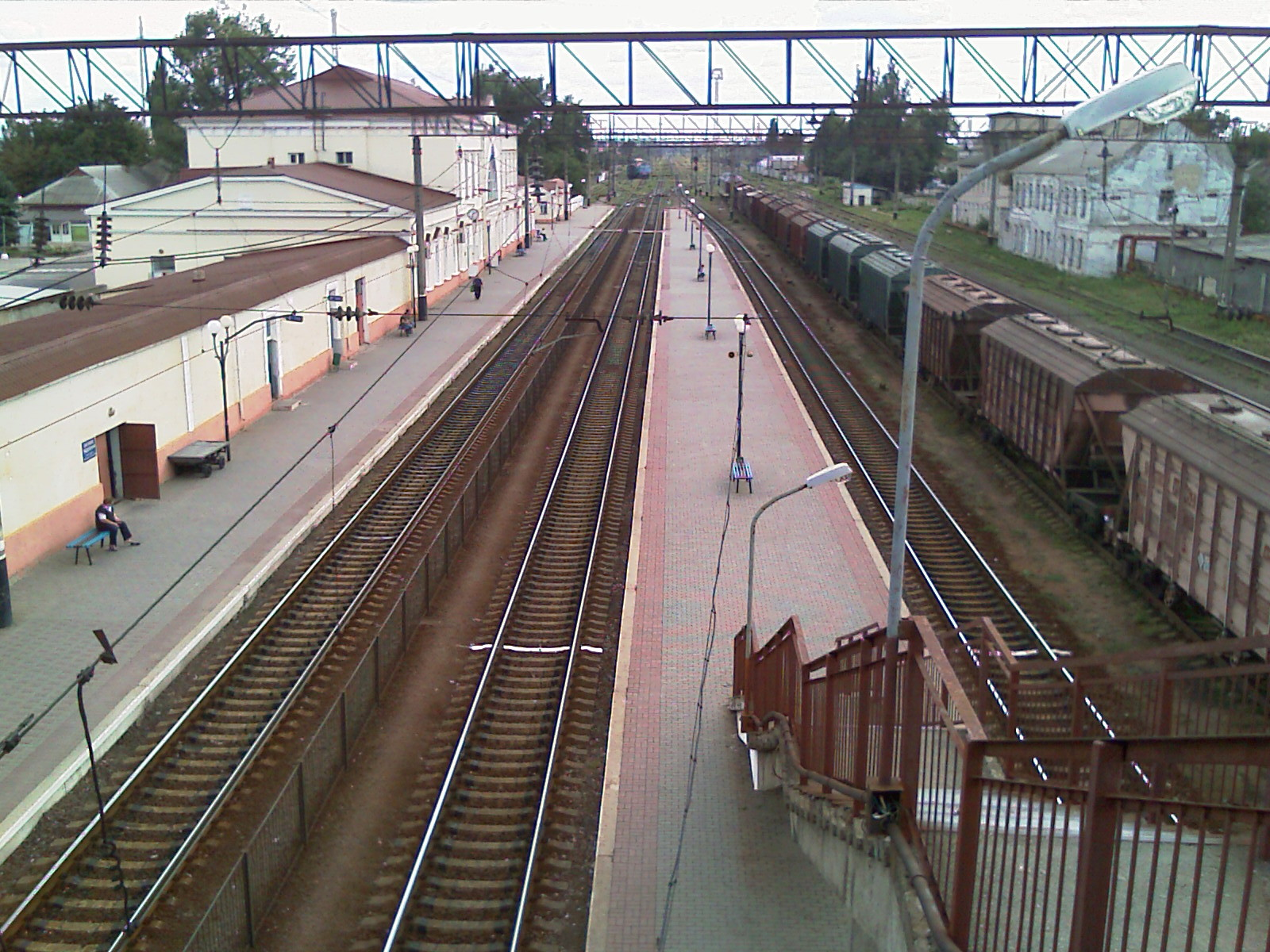
Залізничний вокзал
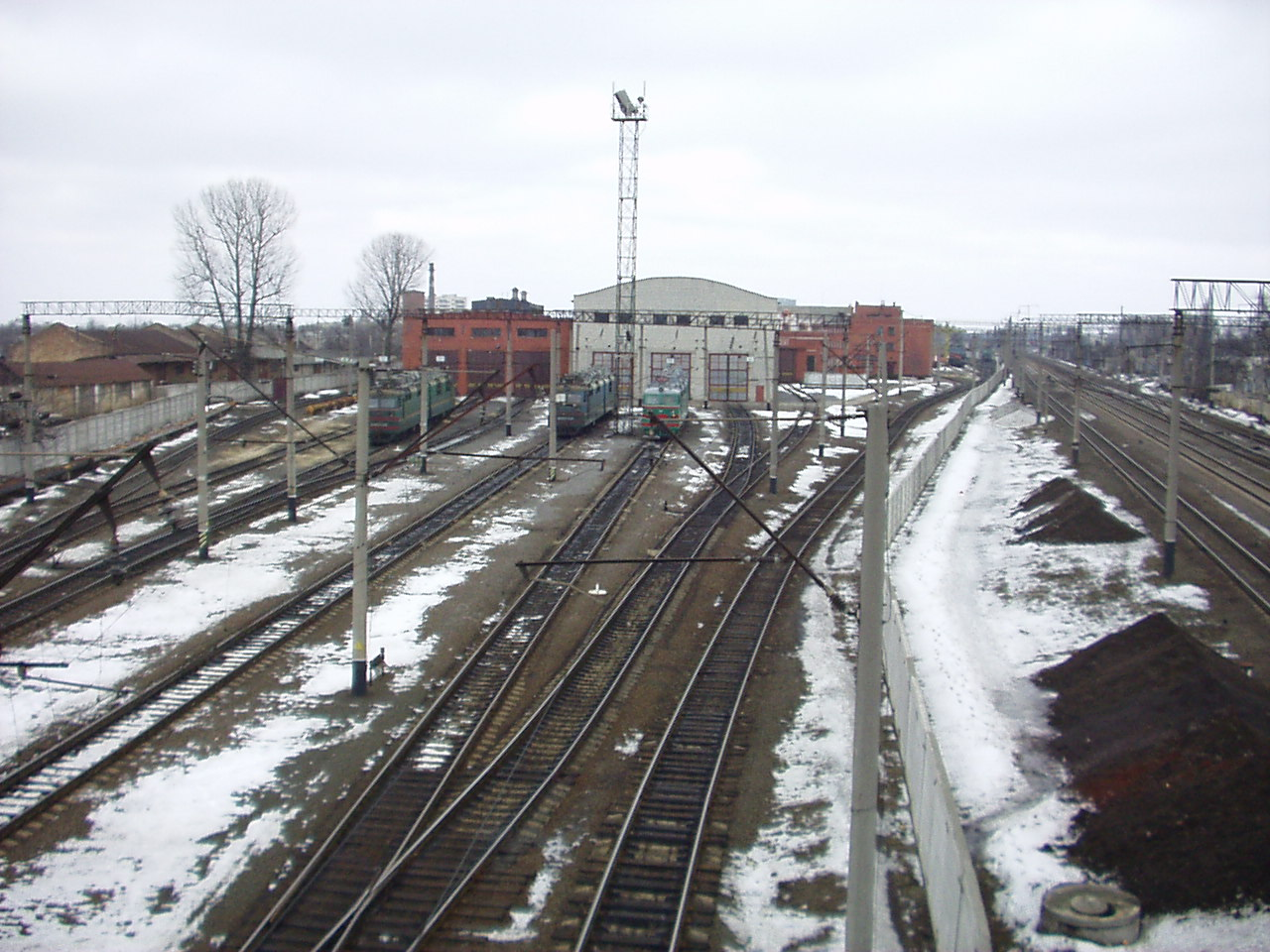
Локомотивне депо «Подільськ»
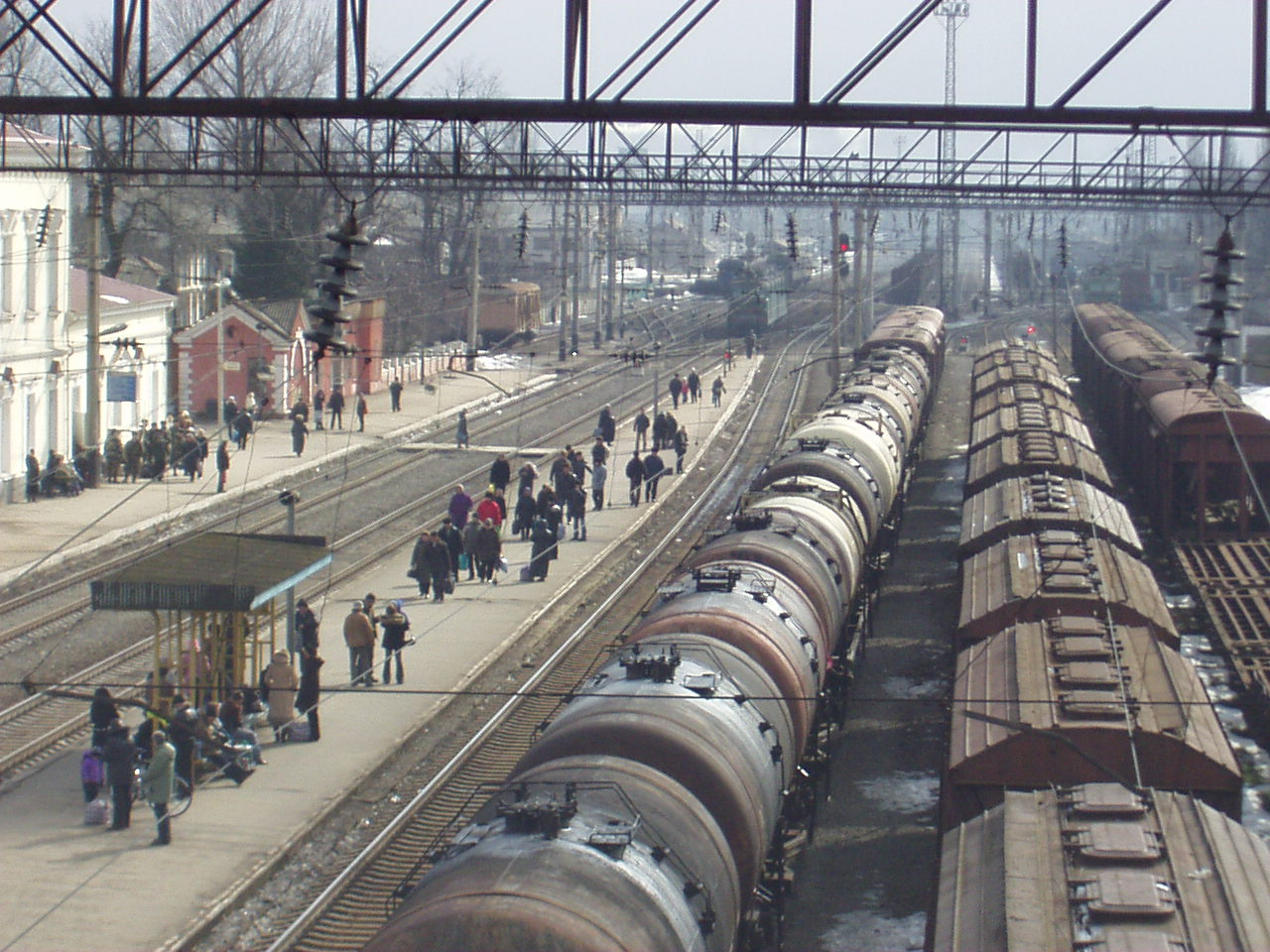
Панорама станції